# Hoedje wip
Hoedje wip of vliegende hoedjes is een bordspel waarbij het doel is om met behulp van een hefboom kegelvormige hoedjes in een bord met gaten te schieten. De gaten hebben een verschillende puntenwaarde, de speler die de meeste punten vergaard heeft na het afschieten van al zijn hoedjes wint. Het is een variant op het vlooienspel.
De hoedjes zijn gemaakt van plastic maar werden vroeger ook van papier gemaakt. Variaties van dit spel zijn minstens vanaf de jaren 30 van de twintigste eeuw in omloop.